# サタワン環礁
サタワン環礁は、チューク本土から250km南東にある環礁。
カロリン諸島のノモイ諸島に属しており、行政的にはミクロネシア連邦チューク州の一部である。3000人の住民が5km2の陸地に居住している。
第2次世界大戦中は日本の空港が存在した。

## 行政区分
サタワン環礁には30以上の島が存在し、そのうち4島が有人である。チューク州40の自治体の内の4つが存在する。
- サタワン (Satowan、東部)
- テー (Ta、南部)
- クトゥ (Kuttutu、西部)
- モッチ (Moch、北部)

これらの自治体名は主要な島の名前から取られている。
統計上、サタワンとテーは低部モートロック、クトゥとモッチは中央モートロックに分けられている。
サタワン環礁の人口は2000年の国勢調査の時点で2,935名であった。サタワン環礁は北緯5.30度 東経153.70度に位置し、環礁全体の面積は礁湖を入れて419 km2であり、陸上部分は 4.6 km2である。

## 歴史
1795年11月19日と27日にジェームズ・モートロックが2組の島を発見した。紛らわしいことに後にこのどちらもモートロック諸島と呼ばれている。
第2次世界大戦中、モートロック諸島(ノモイ諸島)には飛田正武大佐の司令下で航空基地の要員を含めて帝国陸軍兵753名、257名の帝国海軍兵、6両の戦車の中隊からなるモートロック守備隊が置かれていた。サタワン島には艦砲射撃や爆撃が加えられたものの米軍による上陸は行われることなく、終戦まで現地での守備が続いた。
サタワン島には日本が残した幾つかの第2次大戦の遺構が点在しており、島内の道端に戦車、放置された航空機、北東岸に石の監視所などが存在している。

## 住民
干潮時にはサタワンからテーは陸続きとなり、環礁のふちを歩いてわたることが出来る。テー島へ向かう終端に、日本軍の残した巨大な大砲が海を向いて置かれている。
島民のための小学校と高校が存在する。電気、水道、CBラジオ以外の通信などは通っていない。
2010年5月まで、唯一の島への訪問手段はNomasepiとよばれる貨物を搭載した漁船であった。月一回、ウェノからモートロック諸島周辺で6日間の巡回を行っていたが、現在は停止されている。6日間巡回の費用は40ドルだった。
各島がそれぞれの地元組織を持ち、現在村長と副村長がいる。唯一の税は犬一匹の所有に年5ドルの支払いがあることである。2010年5月の地元の見積もりによれば人口は400人から700人とされる。

## 註
1. ↑  Oceandots - Satawan - ウェイバックマシン（2010年12月23日アーカイブ分）
2. ↑  "MAR/B/427/A, Log of the "Young William", Captain James Mortlock. Found in the British Library.
3. ↑  “Japanese garrisons on the by-passed Pacific Islands 1944-1945”. Forgotten Campaign: The Dutch East Indies Campaign 1941-1942 (1999–2000). 2015年12月5日閲覧。